# Kori (Unternehmen)
Die H. Kori GmbH war ein in Berlin ansässiges, auf den Luftheizungsbau spezialisiertes Unternehmen, das von 1887 bis 2012 bestand.

## Firmengeschichte

### Gründung

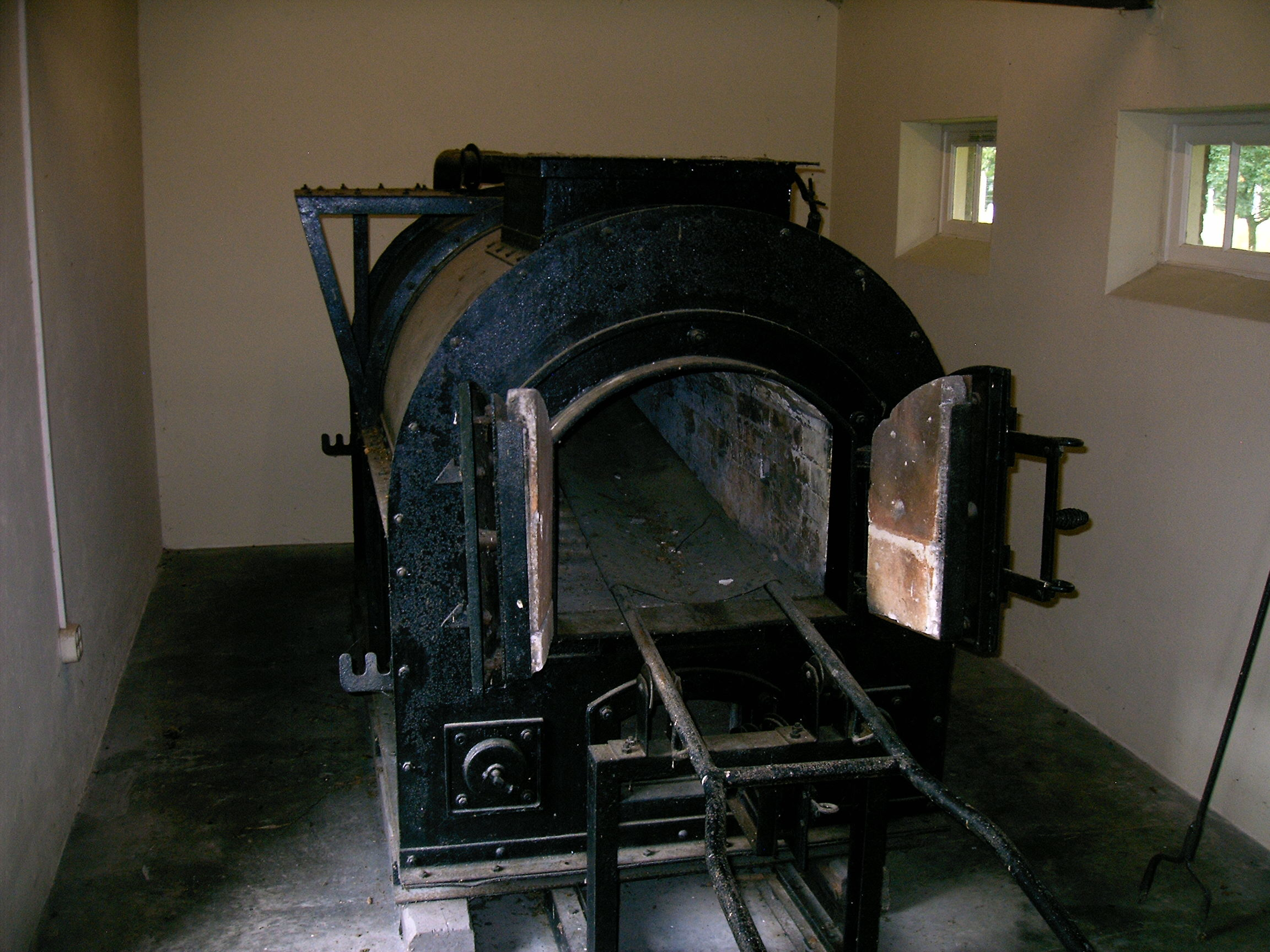
Mobiler Krematoriumsofen von Kori im KZ Vught

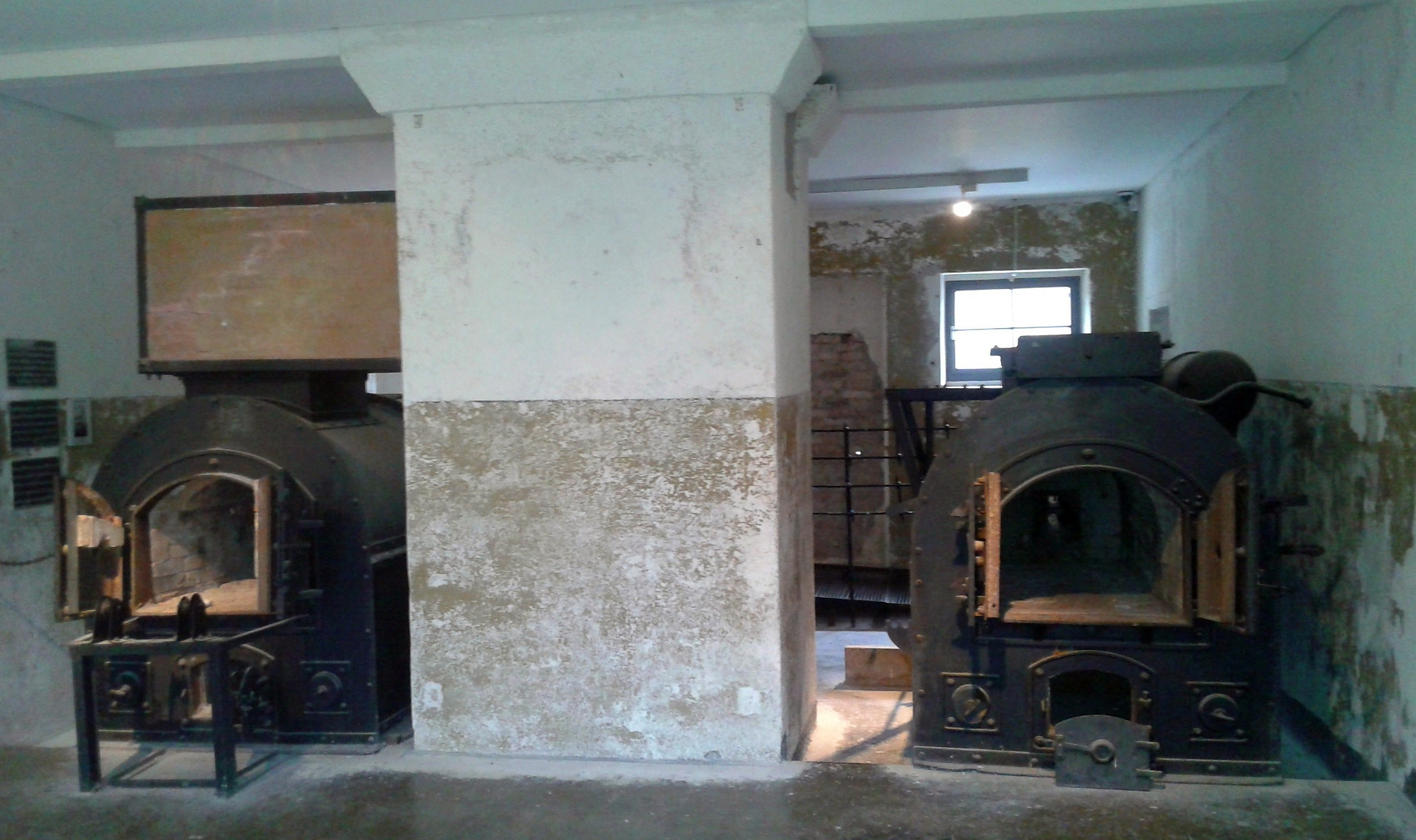
Ortsfest installierte mobile Krematoriumsöfen von Kori im KZ Mittelbau-Dora

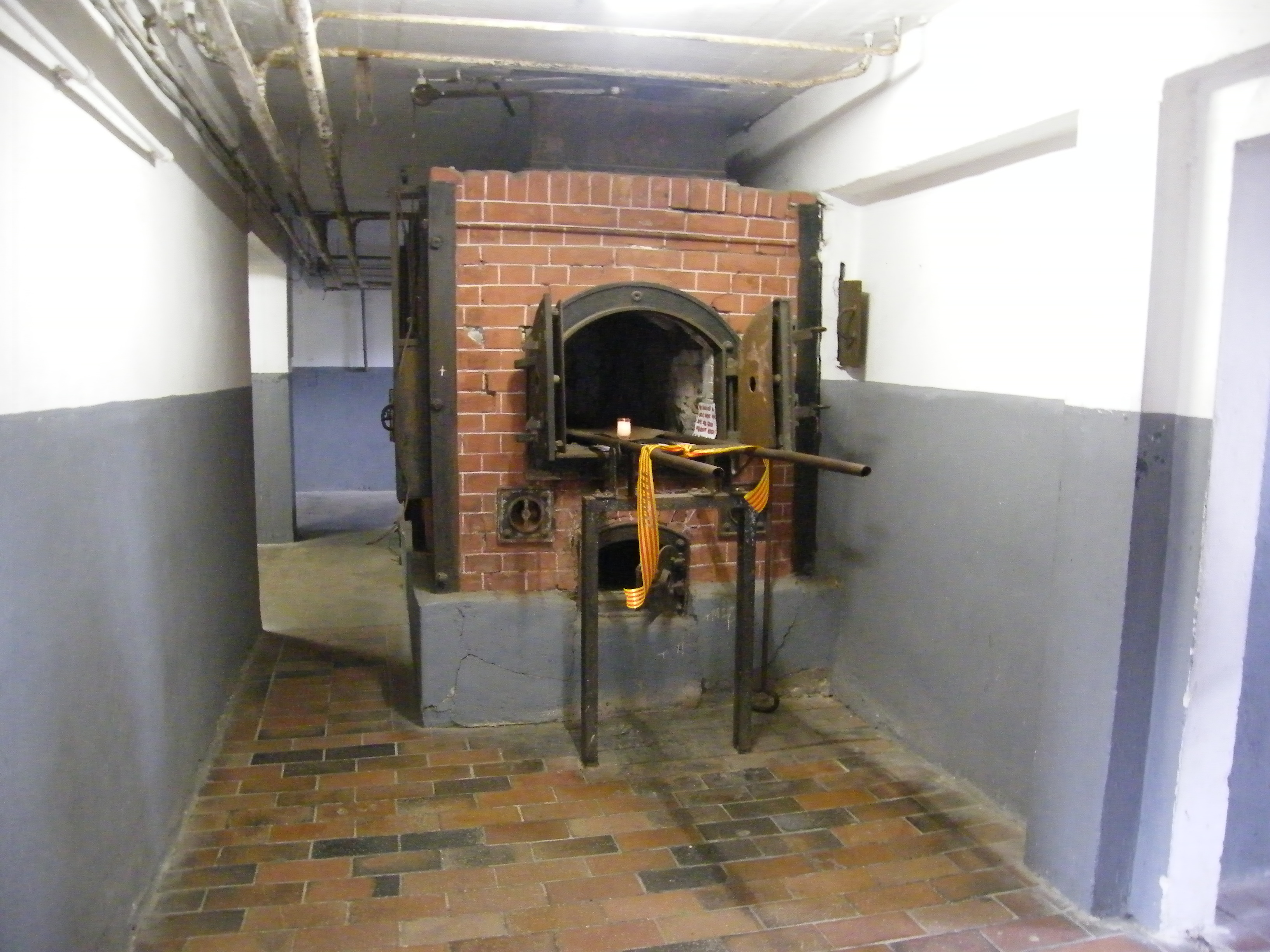
Ortsfester Krematoriumsofen von Kori im KZ Mauthausen

Gegründet wurde das Unternehmen 1887 in Berlin von dem Ingenieur Heinrich Kori (* 21. Februar 1860; † 26. Juni 1938) in der Dennewitzstraße 35. Bekanntheit erlangte er für seine Kori'schen Abfall-Verbrennungsöfen und Kalorifere für Luftheizungen, die besonders bei Kirchenbauten Verwendung fanden.

### Geschäftszweige und Produkte
Die H. Kori GmbH war zunächst auf Verbrennungsöfen zur Beseitigung von Tierkadavern spezialisiert. Nach und nach dehnten sich die Aktivitäten des Unternehmens auf den Bau von Einrichtungen zur Verbrennung von Abfällen aller Art und Krematorien aus. 

### Beteiligung am Holocaust
Während des Holocaust lieferte das Unternehmen, ebenso wie die Firma J. A. Topf & Söhne in Erfurt, Kremierungsöfen für den Vernichtungsvorgang der KZ-Opfer in den Gaskammergebäuden der Konzentrations- und Vernichtungslager. Die Firma Kori stellte zunächst überwiegend transportable Krematoriumsöfen her, die später auch eingemauert (bzw. ortsfest installiert) wurden, doch wurden von Kori in den Lagern auch ortsfest konstruierte Krematoriumsöfen errichtet. Während die Firma Topf & Söhne bei ihren Öfen die Anzahl der Leichenverbrennungskammern steigerte, produzierte Kori durchweg Einzelmuffelöfen. 
Kori installierte unter anderem Krematoriumsöfen in den Konzentrationslagern Bergen-Belsen, Blechhammer, Dachau, Ebensee, Flossenbürg, Groß-Rosen, Hersbruck, Majdanek, Mauthausen, Melk, Mittelbau-Dora, Natzweiler-Struthof, Neuengamme, Ravensbrück, Sachsenhausen, Stutthof, Trzebinia und Vught. Auch für das Konzentrationslager Buchenwald lieferte Kori einen transportablen Einäscherungsofen, während die stationären Öfen dort von der Firma Topf & Söhne stammten. Krematoriumsöfen von Kori befanden sich ferner in den Tötungsanstalten Bernburg, Hadamar, Pirna-Sonnenstein und Hartheim. Auf die Firma Kori wird am Erinnerungsort Topf & Söhne hingewiesen.

### Nach dem Zweiten Weltkrieg
Nach dem Zweiten Weltkrieg setzte Kori seine Unternehmenstätigkeit fort.
Um 1975 zählten zu den Geschäftsfeldern Kirchen- und Großraumheizungen, Zentralheizungs- und Lüftungsanlagen, Verbrennungsöfen für Abfälle aller Art, Müllschluckanlagen und Feuerungsanlagen. Da das Betriebsgelände saniert werden sollte, zog das Unternehmen 1976 nach Berlin-Neukölln, Rudower Straße 122, wo es noch bis ca. 2003 produzierte.
Nach Einstellung der Produktion bestand Kori als Unternehmen noch neun Jahre weiter. Die vermögenslose Gesellschaft wurde im Jahre 2012 durch das Amtsgericht  Charlottenburg (Berlin) aufgelöst und aus dem  Handelsregister gestrichen.
Seit 2011 bemühen sich engagierte Bürger um ein Gedenken an Kori. 2019 schrieb das damals SPD-geführte Bezirksamt, man müsse noch forschen.
Das Büro des seit November 2021 amtierenden Bezirksbürgermeisters Jörn Oltmann (Grüne) schrieb, dem Amt sei „Erinnerungsarbeit sehr wichtig“. In Sachen Kori wolle man weitere Forschung abwarten, „um auf fundierter Wissensbasis gemeinsam beraten zu können“. Dann kämen ein Symposion, „demokratische Abstimmungsprozesse“ und eventuell ein Kunstwettbewerb hinzu. Eine Mitarbeiterin schrieb, erst nach alledem könne „eine Aufstellung einer Gedenktafel/Mahnmal in Erwägung gezogen werden“.